# I... come Icaro
I... come Icaro (I... comme Icare) è un film del 1979 diretto da Henri Verneuil.

## Trama
Il film descrive la vicenda di un complotto a danno del presidente eletto di uno stato e che si concluderà con il suo omicidio, ripercorrendo in maniera delocalizzata la storia di John Fitzgerald Kennedy e delle indagini sulla sua morte.